# Петър Стамболиев
Петър Г. Стамболиев е български революционер, деец на Вътрешната македоно-одринска революционна организация.

## Биография
Петър Стамболиев е роден около 1868 година в сярското село Горно Броди, тогава Османската империя, днес в Гърция. Завършва с третия випуск на българската мъжка гимназия в Солун в 1888 година. Започва да се занимава с революционна дейност и се присъединява към ВМОРО. Членува в горнобродския комитет на ВМОРО заедно с Иван Жилев, Андрей Хърлев, Марин Карамихалев, Стоян Халембаков, Иван Михалев, Хаджи Великов, Тодор Калин, Тодор Сматракалев, братя Димкови, Чалъковите и други.
По-късно емигрира в Свободна България и се установява във Видин, където е учител.